# Ampex
Ampex er et amerikansk elektronik-firma grundlagt i 1944 af Alexander M. Poniatoff. Navnet AMPEX er et akronym, for firmaets grundlægger Alexander M. Poniatoff Excellence. Selskabet var i en periode børsnoteret, men er i dag ejet af private investorer. 
Ampex koncentrerede sig i starten af sit virke om udvikling af teknologi til lydoptagelse og opbavaring af lydoptagelser. Selskabets første båndoptager, Ampex Model 200, revolutionerede radio- og grammofonpladeindustrien. American Broadcasting Company (ABC) benyttede en Ampex Model 200 til optagelse af den første amerikanske radioudsendelse af The Bing Crosby Show. Ampex' båndoptagere blev op gennem 1950'erne og 1960'erne hyppigt anvendt ved pladeoptagelser og ved lydfilm, og virksomheden har modtaget en række Oscars og Grammys for sit bidrag til udvikling indenfor lydoptagelse. 
Ampex udviklede den første masseproducerede 16-spors optager, MM 1000, 
I 1970'erne kom virksomheden under kraftig konkurrence fra japanske producenter, bl.a. SONY og schweiziske Studer, og selskabet gik ud af markedet for professionelle båndoptagere. Ampex koncentrerede sig i stedet for om produktion af videooptagere og dataoptagelse. Ampex havde allerede i 1952 udviklet en prototype af en videooptager og havde udviklet Quadruplex-formatet, der blev en industristandard for professionel tv-optagelse. Ampex havde tidligere varemærkerettighederne til "video tape" (videobånd) indtil varemærkeretten ophørte som følge af degeneration. 
Den hårde konkurrence betød, at Ampex i 2008 måtte træde i betalingsstandsning efter den amerikanske konkurslov (såkaldt Chapter 11-beskyttelse), hvorefter det dengang børsnoterede selskab blev overtaget af en kapitalfond, Hillside Capital, Inc. Selskabet har siden haft skiftende ejerforhold. 

## Eksterne links
- Wikimedia Commons har flere filer relateret til Ampex
- Ampex' hjemmeside

| Firma | Spire Denne artikel om et firma eller en virksomhed i USA er en spire som bør udbygges. Du er velkommen til at hjælpe Wikipedia ved at udvide den. |